# Pallacanestro Varèse
Maillots
Le Pallacanestro Varese est un club italien de basket-ball évoluant dans la ville de Varèse. Le club appartient à la LegA soit le plus haut niveau du championnat italien. Le club possède l'un des plus grand palmarès sur la scène européenne, diusputant dix finales consécutives de la Coupe d'Europe des clubs champions de 1970 à 1979, dont cinq titres.

## Historique
Les premiers pas du basket-ball à Varèse ont lieu en 1937 avec des athlètes de la Società Ginnastica Varesina qui évoluent sous le nom de Varèse. Ils jouent sous des couleurs rouge et blanc.
La réelle fondation du Pallacanestro Varese a lieu le 1er août 1945. Dès sa première saison, le club termine à la première place de la Serie B et accède à l'élite du basket-ball italien.
Le club, qui porte le nom d'Ignis Varèse depuis 1956, doit attendre la saison 1960-1961 pour remporter son premier titre de champion d'Italie sous la direction de Enrico Garbosi.  Après deux saisons terminées à la seconde place, le club de Varèse, désormais dirigé par Vittorio Tracuzzi, remporte son second titre. Suit ensuite une seconde place. Lors de la saison 1965-1966, le club de Varèse, qui a terminé à la première place, doit laisser le titre à l'Olimpia Milan en raison d'irrégularité présumée. Toutefois, le club remporte son premier trophée international en remportant la coupe intercontinentale contre le club brésilien du Sport Club Corinthians Paulista.
La saison suivante, l'Ignis remporte sa première coupe européenne avec la coupe des coupes face au Maccabi Tel-Aviv en deux manches, 77 à 68 puis 67 à 68. Le club italien remporte ensuite son troisième titre de champion d'Italie lors de la saison 1968-1969. Lors de la même saison, le club remporte sa première coupe d'Italie. 

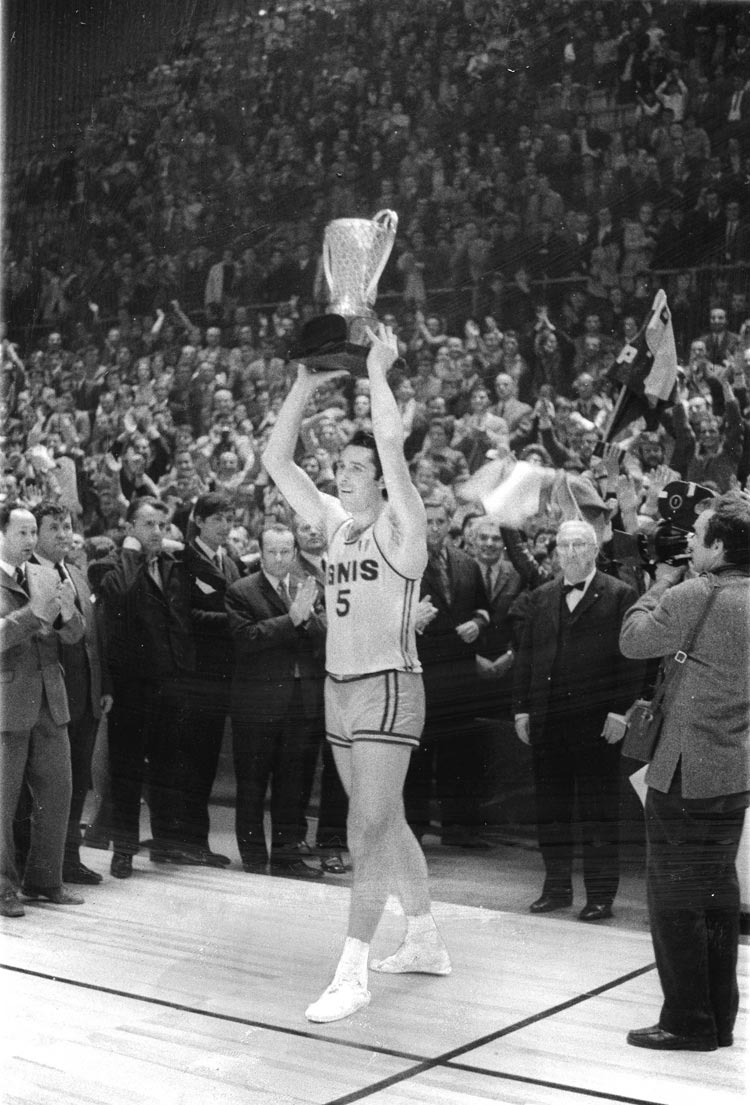
Ottorino Flaborea brandissant la coupe des clubs champions 1970.

Le club voit arriver un nouvel entraîneur, le Yougoslave  Aza Nikolić. Dès la première saison sous sa direction, le club réalise le grand chelem en remportant les quatre compétitions dans lesquelles il est engagé : le championnat et la coupe d'Italie, la coupe intercontinentale, face au Real Madrid, et la coupe des clubs champions, compétition la plus prestigieuse en Europe. Pour sa première finale, le club l'emporte face au club soviétique du CSKA Moscou, tenant du titre, sur le score de 79 à 74 à Sarajevo. 
La saison suivante, le club remporte son cinquième titre de champion d'Italie face à l'Olimpia Milan et sa troisième coupe d'Italie. Pour la seconde année consécutive, la finale de la coupe des clubs champions oppose l'Ignis Varèse au CSKA. Cette fois, c'est le club soviétique qui l'emporte, 69 à 53, à Anvers.
Pour la troisième saison de Nikolić à la tête de l'Ignis, le club italien dispute sa troisième finale de coupe des champions consécutives. Celle-ci, disputée à Tel Aviv, est remportée de nouveau par le club italien, face au Yugoplastika Split, sur le score de 70 à 69. En Italie, c'est Milan qui prive l'Ignis d'un quatrième titre successif. Lors de la saison suivante, l'Ignis remporte trois nouveaux titres. Sur la scène italienne, Ignis prend sa revanche sur Milan pour remporter un nouveau titre de champion d'Italie. Ignis remporte également sa quatrième coupe d'Italie. Pour la troisième fois en quatre ans, la finale de la coupe des clubs champions oppose Ignis au CSKA. La finale est remportée par le club italien sur le score de 71 à 66 à Liège.
C'est Sandro Gamba, ancien entraîneur des rivaux de Milan, qui prend la succession de Nikolic en 1973. Ignis remporte un nouveau titre de champion d'Italie. En Europe, le club italien se qualifie de nouveau pour la finale, opposée cette fois au Read Madrid. Cette finale, disputée à Nantes, voit la victoire des Espagnols sur le score de 84 à 82. 
Un an plus tard à Anvers, Ignis prend sa revanche face à ces mêmes Espagnols, toujours en finale, sur le score de 79 à 66, malgré l'absence de Dino Meneghin, blessé à la main peu avant cette rencontre. C'est l'Américain Bob Morse qui assure la marque avec 30 points. En Italie, après avoir remporté la phase régulière, Ignis termine second de la phase finale.
En 1976, pour la troisième année consécutive, la finale de la coupe des champions oppose le Real Madrid à Varèse, qui porte désormais le nom de Mobilgirgi. Ce dernier s'appuie sur ses deux leader, Morse avec 28 points et Meneghin avec 25, pour l'emporter 81 à 74 à Genève. Comme la saison passée, Varèse termine premier de la phase régulière mais échoue de nouveau lors de la phase finale.
Pour la première fois depuis sa création, la coupe des clubs champions échappent à l'une des équipes des trois nations italiennes, espagnoles et soviétiques. C'est le Maccabi Tel-Aviv qui l'emporte sur Varèse en gagnant à Belgrade sur le score de 78 à 77, alors que les italiens s'étaient imposés deux fois lors des rencontres opposant les deux équipes plus tôt dans la saison. Varèse remporte toutefois son huitième de champion d'Italie après avoir terminé à la seconde place lors de la saison régulière.
Munich accueille la quatrième finale opposant le Real Madrid et Varèse durant les années soixante-dix. le Real de Madrid égalise avec deux victoires partout en l'emportant 75 à 67. En Italie,  le neuvième titre du club est remporté sur la scène italienne.
En 1979, Varèse dispute sa dixième finale de coupe des clubs champions face au KK Bosna. Les italiens sont favoris face au club yougoslave qui atteint pour la première fois ce stade de la compétition. Grâce aux 47 points de Žarko Varajić et aux 30 de Mirza Delibašić, le club de Sarajevo remporte la rencontre 96 à 93 malgré les 30 points de Bob Morse. Le club échoue en demi-finale du championnat italien.
La saison suivante, Varèse échoue en demi-finale de la coupe des clubs champions. Puis, en 1980, le club italien remporte sa seconde coupe des coupes face au club de Cantu.
À partir de cette date, le club n'atteint plus la finale du championnat italien jusqu'à la saison 1989-1990, saison où le club echoue face au Scavolini Pesaro. Puis en 1992, il descend en Serie B. le titre de champion de Serie B de 1994 lui permet de retrouver l'élite. Lors de la saison 1998-1999, le club termine à la seconde place de la phase régulière de Serie A. Puis, il remporte son dixième titre de champion d'Italie en triomphant du Benetton Trévise en trois manches, trois victoires à zéro. la saison suivante, le club emporte la supercoupe d'Italie, compétition opposant le champion d'Italie et le vainqueur de la coupe d'Italie de la saison précédente.
À l'issue de la saison 2007-2008, le club est de nouveau relégué en Legadue avant de renouer avec l'élite dès la saison suivante.

## Le club

### Noms successifs

2005 - 2007 : Whirlpool

Comme beaucoup de clubs italiens, la Pallacanestro Varese a vu sa dénomination sociale changer par l'apport d'un sponsors. Ainsi on retrouve au fil des ans :
- depuis 2007 : Cimberio
- 2005 - 2007 : Whirlpool
- 2004 - 2005 : Casti Group
- 2001 - 2004 : Metis
- 1999 - 2001 : Roosters
- 1993 - 1998 : Cagiva
- 1991 - 1992 : Ranger
- 1985 - 1990 : Divarese
- 1983 - 1984 : Star
- 1982 - 1983 : Cagiva
- 1975 - 1978 : Mobilgirgi Varèse
- 1960 - 1975 : Ignis Varèse

### La salle

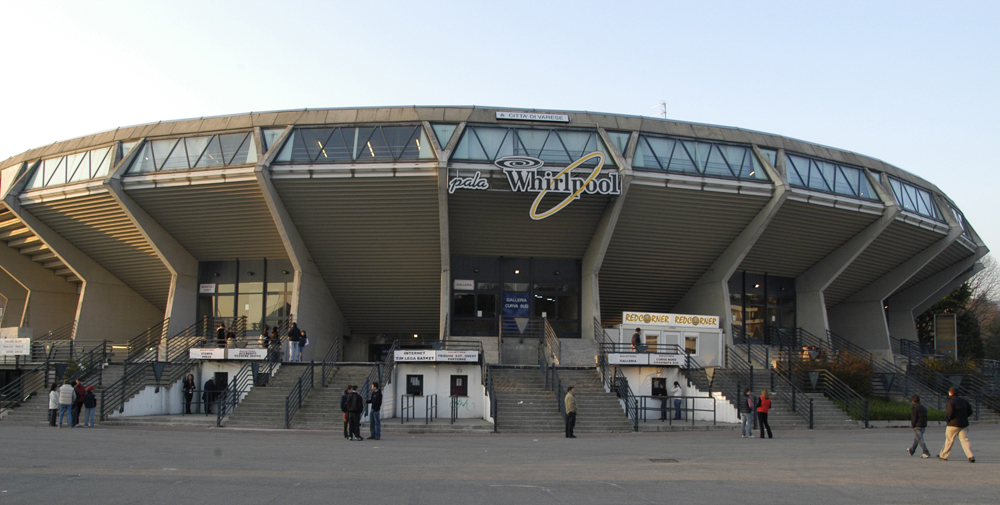
Palasport Lino Oldrini

Le club évolue dans le Palasport Lino Oldrini, salle de 5 107 places à Varèse. Celle-ci, qui est la propriété de la ville de Varèse, sert également de salle de spectacle.

## Palmarès

### Titres
Le palmarès international du club est :
- Vainqueur de la Coupe d'Europe des clubs champions : 1970, 1972, 1973, 1975, 1976
- Finaliste de la Coupe des clubs champions : 1971, 1974, 1977, 1978, 1979
- Vainqueur de la Coupe des coupes : 1967, 1980
- Vainqueur de la coupe intercontinentale : 1966, 1970, 1973
- Finaliste de la Coupe Korać : 1985
- Finaliste de la Coupe d'Europe FIBA : 2016

Le palmarès en Italie est :
- Champion d'Italie : 1961, 1964, 1969, 1970, 1971, 1973, 1974, 1977, 1978, 1999
- Vainqueur de la Coupe d'Italie : 1969, 1970, 1971, 1973
- Vainqueur de la Supercoupe d'Italie : 1999

### Bilan saison par saison
| Saison  | Championnat | Championnat | Championnat  | Championnat | Championnat                                      | Coupe Italie                      | SuperCoupe Italie           | Participation européenne      | Participation européenne                 |
| Saison  | Division    | Bilan       | Class.       | Bilan       | Playoffs                                         | Coupe Italie                      | SuperCoupe Italie           | Compétition                   | Résultat                                 |
| ------- | ----------- | ----------- | ------------ | ----------- | ------------------------------------------------ | --------------------------------- | --------------------------- | ----------------------------- | ---------------------------------------- |
| 1949/50 | A           | 20-6        | 3e           |             |                                                  |                                   |                             |                               |                                          |
| 1950/51 | A           | 12-14       | 8e           |             |                                                  |                                   |                             |                               |                                          |
| 1951/52 | A           | 11-11       | 4e           |             |                                                  |                                   |                             |                               |                                          |
| 1952/53 | A           | 11-11       | 6e           |             |                                                  |                                   |                             |                               |                                          |
| 1953/54 | A           | 8-14        | 9e           |             |                                                  |                                   |                             |                               |                                          |
| 1954/55 | A           | 10-12       | 6e           |             |                                                  |                                   |                             |                               |                                          |
| 1955/56 | A           | 9-13        | 8e           |             |                                                  |                                   |                             |                               |                                          |
| 1956/57 | A           | 12-10       | 5e           |             |                                                  |                                   |                             |                               |                                          |
| 1957/58 | A           | 12-10       | 5e           |             |                                                  |                                   |                             |                               |                                          |
| 1958/59 | A           | 16-6        | 3e           |             |                                                  |                                   |                             |                               |                                          |
| 1959/60 | A           | 16-6        | 3e           |             |                                                  |                                   |                             |                               |                                          |
| 1960/61 | A           | 21-1        | 1er Champion |             |                                                  |                                   |                             |                               |                                          |
| 1961/62 | A           | 19-3        | 2e           |             |                                                  |                                   |                             | Coupe des clubs champions     | Huitième de finale Real Madrid           |
| 1962/63 | A           | 23-3        | 2e           |             |                                                  |                                   |                             |                               |                                          |
| 1963/64 | A           | 24-2        | 1er Champion |             |                                                  |                                   |                             |                               |                                          |
| 1964/65 | A           | 18-4        | 2e           |             |                                                  |                                   |                             | Coupe des clubs champions     | Demi-finale CSKA Moscou                  |
| 1965/66 | A           | 13-1        | 2e           |             |                                                  |                                   |                             |                               |                                          |
| 1966/67 | A           | 17-5        | 2e           |             |                                                  |                                   |                             | Coupe des vainqueurs de coupe | Vainqueur Maccabi Tel Aviv               |
| 1967/68 | A           | 13-9        | 5e           |             |                                                  |                                   |                             | Coupe des vainqueurs de coupe | Demi-finale AEK Athènes                  |
| 1968/69 | A           | 17-5        | 1er Champion |             |                                                  | Vainqueur Partenope Napoli        |                             |                               |                                          |
| 1969/70 | A           | 20-2        | 1er Champion |             |                                                  | Vainqueur Olimpia Milan           |                             | Coupe des clubs champions     | Vainqueur CSKA Moscou                    |
| 1970/71 | A           | 21-1        | 1er Champion |             |                                                  | Vainqueur Partenope Napoli        |                             | Coupe des clubs champions     | Finaliste CSKA Moscou                    |
| 1971/72 | A           | 19-3        | 2e           |             |                                                  | Finaliste Olimpia Milan           |                             | Coupe des clubs champions     | Vainqueur Jugoplastika Split             |
| 1972/73 | A           | 24-2        | 1er Champion |             |                                                  | Vainqueur Asti                    |                             | Coupe des clubs champions     | Vainqueur CSKA Moscou                    |
| 1973/74 | A           | 24-2        | 1er Champion |             |                                                  | Demi-finale Udine                 |                             | Coupe des clubs champions     | Finaliste Real Madrid                    |
| 1974/75 | A1          | 22-4        | 1er          | 11-3        | 2e Poule championnat                             |                                   |                             | Coupe des clubs champions     | Vainqueur Real Madrid                    |
| 1975/76 | A1          | 20-2        | 1er          | 12-2        | 2e Poule championnat                             |                                   |                             | Coupe des clubs champions     | Vainqueur Real Madrid                    |
| 1976/77 | A1          | 15-7        | 2e           | 8-2         | Champion (2-0 : Sinudyne Bologne)                |                                   |                             | Coupe des clubs champions     | Finaliste Maccabi Tel Aviv               |
| 1977/78 | A1          | 18-4        | 1er          | 10-2        | Champion (2-0 : Sinudyne Bologne)                |                                   |                             | Coupe des clubs champions     | Finaliste Real Madrid                    |
| 1978/79 | A1          | 18-8        | 1er          | 3-2         | Demi-finale (1-2 : Billy Milan)                  |                                   |                             | Coupe des clubs champions     | Finaliste KK Bosna Sarajevo              |
| 1979/80 | A1          | 19-7        | 3e           | 3-3         | Demi-finale (1-2 : Sinudyne Bologne)             |                                   |                             | Coupe des vainqueurs de coupe | Vainqueur Gabetti Cantù                  |
| 1980/81 | A1          | 27-5        | 1er          | 2-2         | Demi-finale (0-2 : Sinudyne Bologne)             |                                   |                             | Coupe des vainqueurs de coupe | Demi-finale Squibb Cantù                 |
| 1981/82 | A1          | 16-16       | 7e           | 1-2         | Huitième de finale (1-2 : S.Benedetto Gorizia)   |                                   |                             | coupe Korać                   | Poule des quarts                         |
| 1982/83 | A1          | 18-12       | 7e           | 2-3         | Quart de finale (0-2 : Billy Milano)             |                                   |                             |                               |                                          |
| 1983/84 | A1          | 16-14       | 6e           | 2-2         | Quart de finale (0-2 : Berloni Torino)           | Huitième de finale Virtus Bologne |                             | coupe Korać                   | Poule des quarts                         |
| 1984/85 | A1          | 18-12       | 4e           | 0-2         | Quart de finale (0-2 : Indesit Caserta)          | Finaliste Pesaro                  |                             | coupe Korać                   | Finaliste Simac Milan                    |
| 1985/86 | A1          | 18-12       | 6e           | 2-3         | Quart de finale (0-2 : Mobilgirgi Caserta)       | Demi-finale Olimpia Milan         |                             | coupe Korać                   | Demi-finale Mobilgirgi Caserta           |
| 1986/87 | A1          | 22-8        | 1er          | 2-2         | Demi-finale (0-2 : Tracer Milan)                 | Huitième de finale Cantù          |                             | coupe Korać                   | Poule des quarts                         |
| 1987/88 | A1          | 23-7        | 1er          | 3-3         | Demi-finale (1-2 : Scavolini Pesaro)             | Finaliste Caserta                 |                             | coupe Korać                   | Huitième de finale Racing club de France |
| 1988/89 | A1          | 17-13       | 9e           | 3-3         | Quart de finale (1-2 : Scavolini Pesaro)         | Huitième de finale Cantù          |                             | coupe Korać                   | Poule des quarts                         |
| 1989/90 | A1          | 20-10       | 2e           | 5-4         | Finaliste (1-3 : Scavolini Pesaro)               | Demi-finale Virtus Bologne        |                             |                               |                                          |
| 1990/91 | A1          | 14-16       | 11e          |             | 1er Play-out                                     | Huitième de finale Trevise        |                             | coupe Korać                   | Poule                                    |
| 1991/92 | A1          | 11-19       | 11e          | 6-4         | 3e Play-out                                      | Huitième de finale Rome           |                             |                               |                                          |
| 1992/93 | A2          | 15-15       | 9e           | 3e Play-out | 6-4                                              | Huitième de finale Treviso        |                             |                               |                                          |
| 1993/94 | A2          | 25-5        | 1er          | 1-2         | Huitième de finale (1-2 : Filodoro Bologne)      | Huitième de finale Pesaro         |                             |                               |                                          |
| 1994/95 | A1          | 20-12       | 5e           | 1-2         | Quart de finale (1-2 : Stefanel Milan)           | Quart de finale Trieste           |                             |                               |                                          |
| 1995/96 | A1          | 21-11       | 4e           | 0-2         | Quart de finale (0-2 : Stefanel Milan)           | Quart de finale Milan             |                             | coupe Korać                   | Quart de finale Milan                    |
| 1996/97 | A1          | 13-13       | 7e           | 4-3         | Quart de finale (2-3 : Teamsystem Bologne)       | Huitième de finale Sienne         |                             | coupe Korać                   | Seizième de finale Peristéri BC          |
| 1997/98 | A1          | 16-10       | 4e           | 4-4         | Demi-finale (1-3 : Kinder Bologne)               | Quart de finale Pistoia           |                             | coupe Korać                   | Huitième de finale Cholet Basket         |
| 1998/99 | A1          | 21-5        | 2e           | 9-1         | Champion (3-0 : Benetton Trevise)                | Finaliste Virtus Bologna          |                             | Euroligue                     | Huitième de finale Olympiakós Athènes    |
| 1999/00 | A1          | 13-17       | 10e          | 1-2         | Huitième de finale (1-2 : Viola Reggio Calabria) |                                   | Vainqueur Virtus Bologne    | Euroligue                     | Poule                                    |
| 2000/01 | A1          | 13-21       | 11e          |             |                                                  |                                   | Huitième de finale Vérone   |                               |                                          |
| 2001/02 | A           | 15-21       | 10e          | 1-2         | Huitième de finale (1-2 : Coop Nordest Trieste)  |                                   |                             |                               |                                          |
| 2002/03 | A           | 14-20       | 12e          | 2-4         | Quart de finale (0-3 : Montepaschi Siena)        |                                   |                             | Uleb Cup                      | Quart de finale Estudiantes Madrid       |
| 2003/04 | A           | 16-14       | 8e           | 0-3         | Quart de finale (0-3 : Montepaschi Siena)        | Quart de finale Treviso           |                             | Uleb Cup                      | Quart de finale Real Madrid              |
| 2004/05 | A           | 13-21       | 14e          |             |                                                  | Quart de finale Treviso           |                             | Uleb Cup                      | Huitième de finale Makedonikós           |
| 2005/06 | A           | 17-17       | 10e          |             |                                                  | Quart de finale Siena             |                             |                               |                                          |
| 2006/07 | A           | 17-17       | 7e           | 1-3         | Quart de finale (1-3 : Armani J. Milan)          | Quart de finale Virtus Bologne    |                             |                               |                                          |
| 2007/08 | A           | 8-26        | 18e          |             |                                                  |                                   |                             |                               |                                          |
| 2008/09 | Lega2       | 21-9        | 1er          |             |                                                  |                                   |                             |                               |                                          |
| 2009/10 | A           | 11-17       | 12e          |             |                                                  |                                   |                             |                               |                                          |
| 2010/11 | A           | 15-15       | 7e           | 0-3         | Quart de finale (0-3 : Bennet Cantù)             |                                   |                             |                               |                                          |
| 2011/12 | A           | 17-15       | 8e           | 1-3         | Quart de finale (1-3 : Montepaschi Siena)        |                                   |                             |                               |                                          |
| 2012/13 | A           | 23-7        | 1er          | 7-5         | Demi finale (2-4 : Montepaschi Siena)            | Finaliste Montepaschi Siena       |                             |                               |                                          |
| 2013/14 | A           | 14-16       | 10e          |             |                                                  |                                   | Finaliste Montepaschi Siena | Euroligue EuroCoupe           | Tour préliminaire Poule                  |

## Joueurs et personnalités du club

### Entraîneurs
| Période     | Nom               |
| ----------- | ----------------- |
| 1948 - 1954 | Vittorio Tracuzzi |
| 1954 - 1955 | Valerio Giobbi    |
| 1955 - 1956 | Yogi Bough        |
| 1956 - 1962 | Enrico Garbosi    |
| 1962 - 1965 | Vittorio Tracuzzi |
| 1965        | Vinicio Nesti     |
| 1965 - 1966 | Giovanni Gavagnin |
| 1966 - 1968 | Vittorio Tracuzzi |
| 1968 - 1969 | Nico Messina      |
| 1969 - 1973 | Aza Nikolić       |
| 1973 - 1977 | Sandro Gamba      |
| 1977 - 1978 | Nico Messina      |
| 1978 - 1980 | Edoardo Rusconi   |
| 1980 - 1981 | Elio Pentassuglia |
| 1982        | Giuseppe Gergati  |

| Période     | Nom                 |
| ----------- | ------------------- |
| 1982 - 1983 | Richard Perducani   |
| 1983 - 1986 | Riccardo Sales      |
| 1986 - 1989 | Joe Isaac           |
| 1989 - 1991 | Giancarlo Sacco     |
| 1991 - 1992 | Virgilio Bernardi   |
| 1992        | Roberto Piva        |
| 1992 - 1993 | Joe Isaac           |
| 1993 - 1997 | Edoardo Rusconi     |
| 1997 - 1999 | Carlo Recalcati     |
| 1999        | Massimo Galli       |
| 1999        | Valerio Bianchini   |
| 2000        | Federico Danna      |
| 2000 - 2001 | Gianfranco Lombardi |
| 2001        | Giancarlo Sacco     |
| 2001        | Edoardo Colombo     |

| Période     | Nom                     |
| ----------- | ----------------------- |
| 2001 - 2003 | Gregor Beugnot          |
| 2003 - 2004 | Edoardo Rusconi         |
| 2004        | Giulio Cadeo            |
| 2004        | Gianni Molina           |
| 2004 - 2007 | Ruben Magnano           |
| 2007        | Veljko Mršić            |
| 2007 - 2008 | Valerio Bianchini       |
| 2008 - 2010 | Stefano Pillastrini     |
| 2010 - 2012 | Carlo Recalcati         |
| 2012 - 2013 | Francesco Vitucci       |
| 2013 - 2014 | Fabrizio Frates         |
| 2014        | Stefano Bizzozi         |
| 2014 - 2015 | Gianmarco Pozzecco      |
| 2015        | Attilio Caja (it)       |
| 2015-2016   | Paolo Moretti           |
| 2016-2020   | Attilio Caja (it)       |
| 2020        | Vincenzo Cavazzana (it) |
| 2020-2021   | Massimo Bulleri         |
| depuis 2021 | Adriano Vertemati (it)  |

### Joueurs emblématiques
- Kevin Magee
- J. R. Reynolds
- Aldo Ossola
- Aleksandar Ćapin
- Aleksandar Nikolić
- Alessandro De Pol
- Andrea Meneghin
- Antonio Zorzi
- Antony Gennari
- Carlo Recalcati
- Cristiano Zanus Fortes
- Arijan Komazec
- Alain Digbeu
- Bob Morse
- Charlie Yelverton
- Christian Di Giuliomaria
- Corny Thompson
- Delonte Holland
- Daniel Santiago
- Randolph Childress
- Yakhouba Diawara
- Dino Meneghin
- Domenico Morena
- Enrico Ravaglia
- Francesco Foiera
- Francesco Vescovi
- Gabriel Fernández
- Giacomo Galanda
- Gregor Beugnot
- Gianmarco Pozzecco
- Jerry McCullough
- Keith Carter
- Pavel Podkolzine
- Teemu Rannikko
- Erik Rush
- Manuel Raga
- Marcelo Damiao
- Romeo Sacchetti
- Sani Bečirović
- Stefano Rusconi
- Mark Acres
- Veljko Mršić
- Kristjan Kangur
- Vittorio Tracuzzi
- Luis Scola